# Älgbaneskytte

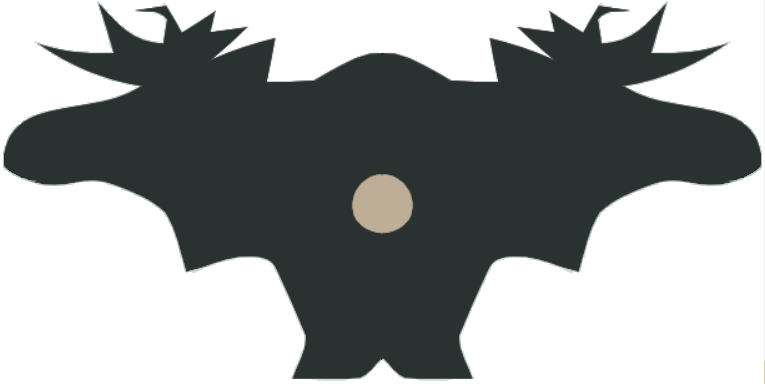
Skisse av älgfigur.

Älgbaneskytte är en skyttegren inom viltmål där man skjuter på en rörlig skiva av en älg på 80 meters eller 100 meters avstånd. Skivan kan vara elektronisk eller av papp. Tävlingar ordnas i Sverige av jägarnas riksförbund och Svenska Jägareförbundet, i Finland av Finlands Jägareförbund och i Norge av Norges Jeger- og Fiskerforbund.

## Historia
Älgskytte har långa traditioner i Sverige och Norge. Älgbaneskytte blev i Norge först lanserat av Norges Jeger- og Fiskerforbund tidigt på 1960-talet.

### Nordiska mästerskap
I nordiska mästerskap finns bara en utrustningsklass. Här måste kalibern ha kuldiameter 6,5 mm eller större (t.ex. 6,5x55 eller 6,5x47). Avtrycksvikten måste vara minst 1 kilogram och geväret kan väga maximalt 5,5 kilogram.